# Ville de Botany Bay
La ville de Botany Bay (en anglais : City of Botany Bay) est une ancienne zone d'administration locale de l'agglomération de Sydney, située dans l'État de Nouvelle-Galles du Sud en Australie. Elle a existé de 1888 à 2016, date à laquelle elle a été réunie au conseil de Bayside.

## Géographie
La ville s'étendait sur 22 km2 sur la rive nord de Botany Bay et était située au sud de la ville de Sydney dont elle était limitrophe.  

### Quartiers de la zone d’administration locale

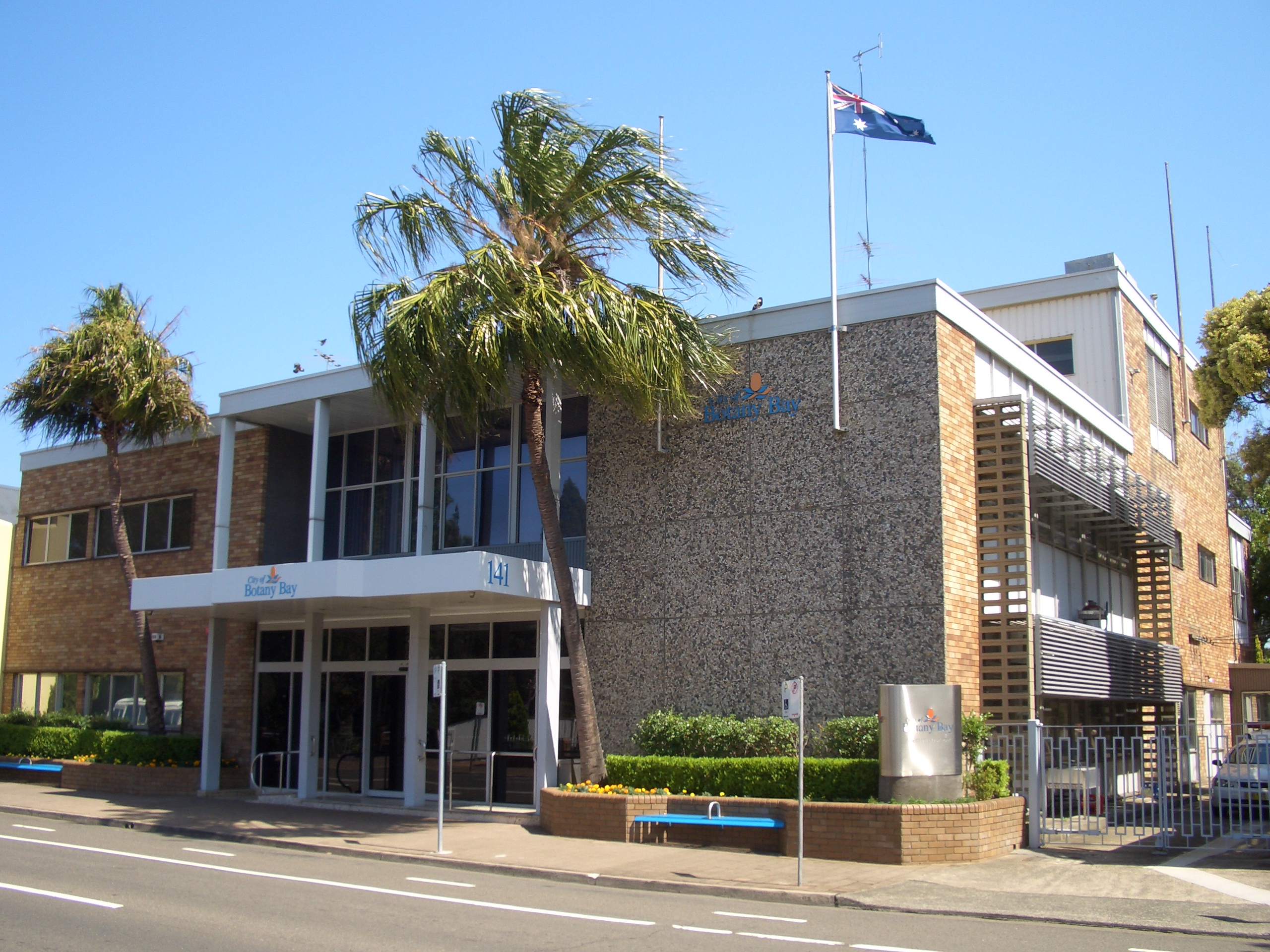
L'hôtel de ville.

- Banksmeadow
- Botany
- Daceyville
- Eastgardens
- Eastlakes
- Hillsdale
- Mascot
- Pagewood

## Histoire
Le « borough » de Botany est créé en 1888 et devient la municipalité de Botany en 1906. La municipalité de Mascot, située au nord, lui est rattachée en 1948. Enfin le 11 mai 1996, l'ensemble prend le nom de ville de Botany Bay.
Le 12 mai 2016, la ville de Botany Bay est fusionnée avec celle voisine de Rockdale pour former la zone d’administration locale du conseil de Bayside. Cette décision fait l'objet d'un recours du conseil municipal de Botany Bay devant la Cour suprême de Nouvelle-Galles du Sud. Celle-ci confirme la décision gouvernementale et le 9 septembre suivant, la fusion est rendue effective.